# Futbola Centrs Jūrmala
Il Futbola Centrs Jūrmala, meglio noto come Jūrmala, è stata una società calcistica lettone con sede nella città di Jūrmala, fondata nel 2008.

## Storia
La società è stata fondata nel 2008 come fusione di due club della 1. Līga, seconda serie del calcio lettone: Multibanka Rīga e Kauguri-PBLC (squadra di Jūrmala). Dopo un deludente tredicesimo posto le strade dei due club si divisero: tornò a rivivere il Kauguri/PBLC e il Multibanca divenne FC Jūrmala.
Nel 2010 finì al secondo posto ottenendo la promozione in massima serie.
Nella Virslīga 2011 finì al quinto posto, fallendo di poco la qualificazione alla coppe europee; in seguito i risultati del club peggiorarono, fino alla retrocessione del 2014. I  problemi finanziari del club portarono la squadra a non iscriversi alla 1. Līga; il 31 marzo 2015, il club fu escluso dalla Federazione calcistica lettone e si sciolse.

## Stadio
Il club disputava gli incontri casalinghi nello Slokas Stadium, impianto dotato di 2.800 posti.

## Palmarès

### Altri piazzamenti
- 1. Līga:

Secondo posto: 2010